# Championnat de Hongrie de football 1905
Navigation
Saison précédente Saison suivante
La saison 1905 du Championnat de Hongrie de football est la 5e édition du championnat de première division en Hongrie, la Nemzeti Bajnokság. Les neuf meilleurs clubs de Budapest sont regroupés au sein d'une poule unique où ils se rencontrent deux fois au cours de la saison, à domicile et à l'extérieur. En fin de saison, les deux derniers du classement sont relégués et remplacés par les deux meilleures équipes de II. Osztályú Bajnokság, la deuxième division hongroise.
C'est le Ferencváros TC qui termine en tête du classement final du championnat, à égalité de points avec Postas SE, qui est reconnu coupable de corruption lors de sa rencontre face au Fővárosi TC. Postas SE est relégué en division inférieure en fin de saison. C'est le 2e titre de champion de Hongrie de l'histoire du club, après celui obtenu en 1903.

## Les clubs participants
| - Fővárosi TC - 33 FC - Ferencváros TC - Magyar Úszó Egylet - MTK Budapest - Magyar AC - Postas SE - Ujpest TE - Promu de II. Osztályú Bajnokság - Műegyetemi AFC |

## Compétition

### Classement
Le barème utilisé pour établir le classement est le suivant :
- Victoire : 2 points
- Match nul : 1 point
- Défaite, forfait ou abandon : 0 point

| Rang | Équipe           | Pts | J  | G  | N | P  | Bp | Bc | Diff |
| ---- | ---------------- | --- | -- | -- | - | -- | -- | -- | ---- |
| 1    | Ferencváros TC   | 26  | 16 | 11 | 4 | 1  | 54 | 12 | +42  |
| 2    | Postás SE exclu  | 26  | 15 | 11 | 4 | 0  | 33 | 9  | +24  |
| 3    | MTK Budapest (T) | 23  | 16 | 10 | 3 | 3  | 55 | 11 | +44  |
| 4    | Ujpest TE (P)    | 18  | 16 | 8  | 2 | 6  | 35 | 22 | +13  |
| 5    | Magyar AC        | 17  | 16 | 8  | 1 | 7  | 40 | 19 | +21  |
| 6    | Fővárosi TC      | 12  | 15 | 4  | 4 | 7  | 29 | 30 | -1   |
| 7    | 33 FC            | 12  | 16 | 5  | 2 | 9  | 15 | 42 | -27  |
| 8    | Magyar UE        | 6   | 16 | 2  | 2 | 12 | 13 | 65 | -52  |
| 9    | Műegyetemi AFC   | 2   | 16 | 1  | 0 | 15 | 6  | 70 | -64  |

|  | Vainqueur du championnat de Hongrie 1905                |
|  | Relégation directe en II. Osztályú Bajnokság            |
|  | (T) Tenant du titre (P) Promu de II. Osztályú Bajnokság |

## Bilan de la saison
| Championnat de Hongrie de football 1905 |                           |
| Champion                                | Ferencváros TC (2e titre) |
| Coupes et trophées                      |                           |
| Vainqueur de la Coupe de Hongrie 1905   | Non disputée              |
| Promotions et relégations               |                           |
| Promus en Nemzeti Bajnokság             | Budapest AK               |
| Promus en Nemzeti Bajnokság             | Typographia SC            |
| Relégués en II. Osztályú Bajnokság      | Postas SE exclu           |
| Relégués en II. Osztályú Bajnokság      | Magyar UE                 |
| Relégués en II. Osztályú Bajnokság      | Műegyetemi AFC            |